# Biskuplje
Biskuplje es un pueblo ubicado en el municipio de Veliko Gradište, en el distrito de Braničevo, Serbia.

## Superficie
Posee una superficie de 8,977 kilómetros cuadrados.

## Demografía
Hasta 2011 la población era de 389 habitantes, con una densidad de población de 43,33 habitantes por kilómetro cuadrado.